# Сардзетакис, Христос
Христос Сардзетакис (греч. Χρήστος Σαρτζετάκης; 6 апреля 1929, Неаполис — 3 февраля 2022, Афины) — греческий юрист и политик, президент Греции с 30 марта 1985 по 4 мая 1990 года.

## Биография
Сын офицера жандармерии с Крита. В 1950 году Сардзетакис окончил юридический факультет Аристотелева университета города Салоники и в 1955 году начал свою судебную профессиональную деятельность в качестве адвоката.
В 1961 году был следователем в городе Агринио. В 1963 году, работая в Салониках, столкнулся с делом, которое сделало его известным во всей Греции. 22 мая 1963 года на городской площади после митинга представителями ультраправых организаций был убит депутат парламента от Единой демократической левой партии (ЭДА) Григорис Ламбракис. Сардзетакис вёл следствие, несмотря на политическое давление, которому подвергался, поскольку дело выходило на ответственность полиции, правительственных кругов и королевского двора. В результате расследования, доказавшего косвенную причастность властей к убийству популярного оппозиционного политика, премьер-министр страны Константинос Караманлис подал в отставку и покинул Грецию. Эти события впоследствии были описаны писателем Василисом Василикосом в его книге «Z» («Дзета»), которую в дальнейшем экранизировал Коста-Гаврас. Роль Сардзетакиса в этом фильме исполнил французский актёр Жан-Луи Трентиньян.
В период 1965—1967 годах продолжил своё образование в Париже — в отраслях торгового и сравнительного европейского права. Во время диктатуры «Чёрных полковников» стал жертвой политических преследований. Сразу же после переворота он был отозван с места учёбы во Франции, а в мае 1968 года наряду с 29 другими юристами исключён из судебного корпуса «конституционным актом» хунты. Дважды арестовывался, подвергался пыткам и был заключён в тюрьму без суда на один год. Под давлением международной общественности (в частности, Франции) был освобождён в ноябре 1971 года. С падением диктатуры (метаполитефси) реабилитирован и возвращён на службу в сентябре 1974 года.
В 1976 году был в составе Верховного суда, который отклонил требование о выдаче Рольфа Поле, обвиняемого в терроризме (а именно в связях с РАФ), мотивируя это тем, что это было политическое преступление и, следовательно, выдача запрещалась Конституцией Греции. Прокурор Верховного суда подверг дисциплинарному гонению трех судей, проголосовавших за это решение, включая Сардзетакиса, что было оценено как вмешательство в судебную независимость. Работал председателем Апелляционного суда, с 1982 года стал членом Кассационного суда.
Хотя Христос Сардзетакис придерживался умеренно правых взглядов (в частности, в своё время не возражал против института монархии), но его принципиальность в расследовании дела об убийстве Ламбракиса обеспечила ему авторитет в среде греческих левых как защитника демократии и справедливости. В 1985 году он был предложен на пост президента страны от Всегреческого Социалистического движения (ПАСОК) и избран на этот пост 29 мая 1985 года при поддержке левых партий — с минимальным числом необходимых голосов (180 из 300). Президентом Греции оставался до 5 мая 1990 года.
После отставки в значительной степени ушёл из общественной жизни, хотя регулярно писал статьи в газетах и публиковал статьи на своём веб-сайте.
Автор ряда научных статей и книг в области юриспруденции и политологии, почётный член Верховного суда Португалии.
Скончался 3 февраля 2022 года.

## Посты
- Президент Греческой Республики [Ελληνικής Δημοκρατίας ] (1985—1990)
- Почётный член Верховного суда Португалии
- Почётный Профессор факультета Истории и Этнологии Университета Фракии им. Демокрита
- Почётный член Союза писателей г. Салоники
- Член ряда научных обществ в Греции и за рубежом